# Überroth-Niederhofen
Überroth-Niederhofen ist ein Ortsteil von Tholey (Landkreis Sankt Wendel) im nördlichen Teil des Saarlandes. Es liegt im Bohnental und wurde 2002 und 2011 zur „schönsten Gemeinde des Landkreises“ gewählt. Ende 2020 hatte der Ortsteil Überroth-Niederhofen 691 Einwohner.

## Geschichte
Niederhofen wurde 1237/1238 erstmals urkundlich erwähnt.
Im Rahmen der saarländischen Gebiets- und Verwaltungsreform wurde die bis dahin eigenständige Gemeinde Überroth-Niederhofen am 1. Januar 1974 der Gemeinde Tholey zugeordnet.

## Politik
Es besteht eine Partnerschaft mit der österreichischen Gemeinde Sibratsgfäll.

## Baudenkmäler
In der Gemeinde befinden sich zwei Baudenkmäler: ein Wegekreuz aus dem 18. Jahrhundert sowie ein Bauernhaus von 1860.